# Hrabstwo Thurston (Nebraska)
Hrabstwo Thurston (ang. Thurston County) – hrabstwo w stanie Nebraska w Stanach Zjednoczonych. Obszar całkowity hrabstwa obejmuje powierzchnię 396,08 mil2 (1 025,84 km²). Według danych z 2010 r. hrabstwo miało 6 940 mieszkańców. Hrabstwo powstało w 1889 roku i nosi imię Johna Thurstona - senatora stanu Nebraska.

## Sąsiednie hrabstwa
- Hrabstwo Dakota (północ)
- Hrabstwo Woodbury (Iowa) (północny wschód)
- Hrabstwo Monona (Iowa) (wschód)
- Hrabstwo Burt (południowy wschód)
- Hrabstwo Cuming (południowy zachód)
- Hrabstwo Wayne (zachód)
- Hrabstwo Dixon (północny zachód)

## wioski
- Pender
- Rosalie
- Thurston
- Walthill
- Winnebago
- Macy (CDP)